# Nowotrojizke (Saporischschja, Komyschuwacha)
Nowotrojizke (ukrainisch Новотроїцьке) ist ein Dorf in der Siedlungsgemeinschaft Komyschuwacha im Rajon Saporischschja in der Oblast Saporischschja in der Ukraine. Die Bevölkerung beträgt 355 Personen. Bis 2016 war das lokale Regierungsorgan der Dorfrat von Novotroitsk.

## Geografie
Das Dorf Nowotrojizke liegt 57 Kilometer von der Regionalhauptstadt Saporischschja entfernt, 21 Kilometer von der Stadt Komyschuwacha, 1,5 Kilometer südlich des Dorfes Jasna Poljana, 2 Kilometer von dem Dorf Noworosivka entfernt und 30 Kilometer nördlich der Stadt Orichiw. Im Dorf fließt ein zeitweise trocknender Bach mit einem Damm.
In 3 Kilometer Entfernung vom Dorf verläuft die Nationalstraße N08 Borispil – Saporischschja – Mariupol. Der nächste Personenzug-Haltepunkt ist die Plattform 227 km (20 Kilometer entfernt).

## Geschichte
Das Dorf wurde 1870 von Siedlern aus dem Dorf Zerebets (heute Tawrijske) gegründet.
Am 10. August 2016 wurde der Gemeinderat von Nowotrojizke im Rahmen der Dezentralisierung mit der Siedlungsgemeinde Komyschuwacha vereinigt.
Am 12. Juni 2020 wurde es gemäß dem Beschluss der Regierung der Ukraine Nr. 713-p „Zur Bestimmung der Verwaltungszentren und der Genehmigung der Gebietszugehörigkeit der territorialen Gemeinschaften in der Region Saporischschja“ Teil der Siedlungsgemeinde Komyschuwacha.
Am 19. Juli 2020, infolge der administrativ-territorialen Reform und der Auflösung des Bezirks Orikhiv, wurde das Dorf Teil des Bezirks Saporischschja.

## Sehenswürdigkeiten
- Massengrab sowjetischer Soldaten aus dem Zweiten Weltkrieg. Sechs Soldaten sind dort begraben.
- Grab von W. G. Suslikov – Kommandeur eines Schwadrons während des Bürgerkriegs.
- Denkmal für die Krieger des Dorfes.
- Westlich des Dorfes befindet sich das Landschaftsschutzgebiet „Balka Nowotrojizka“, ein Naturschutzgebiet von lokalem Rang.